# Наумов, Александр Александрович (художник)
Александр Александрович Наумов (28 декабря 1935, Подольск, СССР — 31 декабря 2010, Никольское, Россия) — советский и российский художник, живописец. Член Санкт-Петербургского Союза художников (до 1992 года — Ленинградской организации Союза художников РСФСР).

## Биография
Наумов Александр Александрович родился 28 декабря 1935 года в Подольске под Москвой.
В 1951 вместе с семьёй переехал в Ленинград. В 1951—1952 годах занимался в изостудии Дома Культуры имени А. Цюрупы. В 1958 после службы в армии поступил на факультет дизайна ленинградского Высшего художественно-промышленного училища имени В. И. Мухиной. Занимался живописью у Сергея Осипова и Ярослава Крестовского.
В 1961 оставил учёбу в ЛВХПУ имени В. И. Мухиной и поступил на первый курс живописного факультета Ленинградского института живописи, скульптуры и архитектуры имени И. Е. Репина. Занимался у Леонида Бабасюка, Пен Варлена, Давида Альховского, Василия Соколова, Леонида Худякова, Александра Зайцева. В 1967 окончил ЛИЖСА имени И. Е. Репина по мастерской Александра Зайцева, дипломная картина — «В родное село». С 1967 года участвовал в выставках, писал жанровые композиции, ландшафтные и архитектурные пейзажи, натюрморты, этюды с натуры. Заметное место в творчестве художника занимала тема Востока. Материалом для неё служили натурные этюды и личные впечатления от многочисленных поездок по Средней Азии.
Натурное письмо 1960-х годов, которое отличали искусное владение техникой пленэрной живописи, тонкая передача восточного колорита и артистизм исполнения, в дальнейшем менялось в сторону усиления декоративности цвета, условности рисунка и композиции, общего отказа от принципов пленэризма. Среди произведений, созданных Наумовым, картины «Алупка» (1961), «Самарканд. Базар» (1964), «Самарканд. Регистан», «Улочка в Самарканде», «Самарканд. Старый город», «Шах-и-Зинда» (все 1967), «Бухара» (1969), «Бухара. Дождливый день» (1978) и другие. Александр Наумов был членом Санкт-Петербургского Союза художников (до 1992 года — Ленинградской организации Союза художников РСФСР) с 1977 года.
Скончался 31 декабря 2010 года в Никольском под Санкт-Петербургом от острой сердечной недостаточности на 76-м году жизни.
Произведения А. А. Наумова находятся в музеях и частных собраниях в России, Великобритании, Германии, Узбекистане, Финляндии и других странах.

## Выставки
- 1969 год (Ленинград): Весенняя выставка произведений ленинградских художников.
- 1978 год (Ленинград): Осенняя выставка произведений ленинградских художников.
- 1994 год (Петербург): Ленинградские художники. Живопись 1950-1980 годов.
- 1994 год (Петербург): Этюд в творчестве ленинградских художников 1940-1980 годов.